# Koninklijke trein

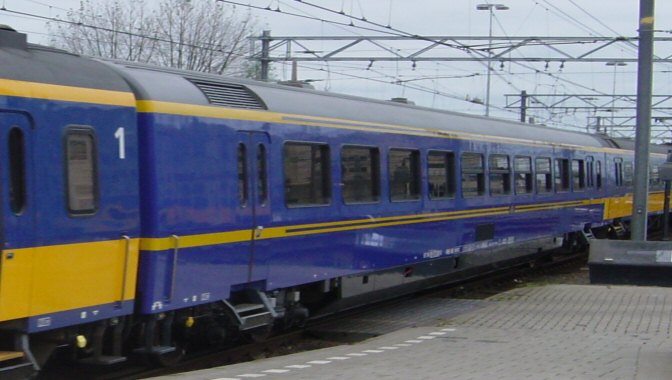
Het Nederlands koninklijk rijtuig NS 10 is een uit dienst onttrokken eerste klasse-rijtuig.

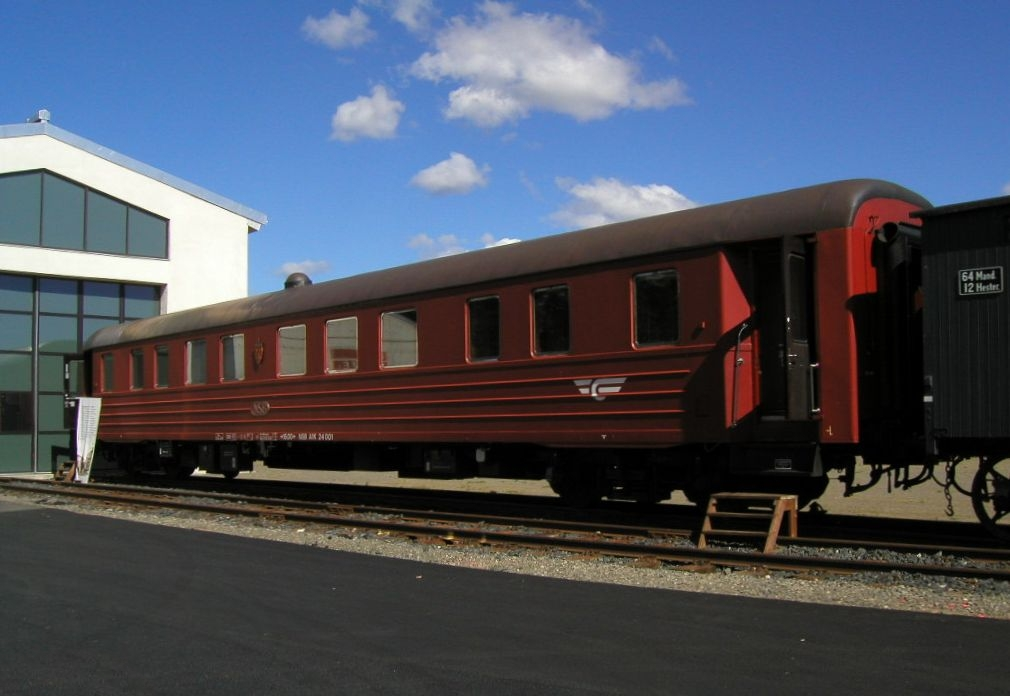
Voormalig Noors koninklijk rijtuig

Een koninklijke trein is een trein bestemd voor koninklijke passagiers, bestaande uit een of meerdere speciale koninklijke rijtuigen.

## Geschiedenis
Vanaf de opkomst van de spoorwegen halverwege de 19e eeuw werd het reizen per trein door vorsten als een aantrekkelijke, snelle en comfortabele manier van reizen ervaren. Daarom werden al spoedig speciale koninklijke rijtuigen voor vorstelijke personen gebouwd. Vaak waren dit salonrijtuigen en/of slaaprijtuigen, alsmede begeleidende rijtuigen, zoals bagagerijtuigen.
In het Duitse Keizerrijk en het Verenigd Koninkrijk hadden de vorsten begin 20e eeuw beschikking over vele tientallen koninklijke rijtuigen, waarmee lange koninklijke treinen werden gevormd, die voor grote treinreizen werden gebruikt.
Omdat tegenwoordig vaak gebruik wordt gemaakt van auto's of vliegtuigen, worden koninklijke treinen minder ingezet.

## België
België heeft geen officiële koninklijke treinen meer. Voor het vervoer van staatshoofden tijdens staatsbezoeken aan België wordt een verbouwd I11-rijtuig gebruikt. Hierin zijn een aantal van de stoelen verwijderd en vervangen door fauteuils. Dit rijtuig werd voor de eerste keer gebruikt op 30 mei 2002 tijdens het staatsbezoek van Margrethe II van Denemarken voor de reis van Brugge naar Brussel-Zuid. Het rijtuig werd ook gebruikt op 22 juni 2006 tijdens een staatsbezoek van Beatrix der Nederlanden voor de afstand Schaarbeek naar Luik-Guillemins.

## Nederland
De Nederlandse koninklijke familie beschikte sinds halverwege de 19e eeuw over eigen rijtuigen. De koninklijke familie heeft decennialang veel gebruikgemaakt van de trein. Al in 1839 reisden de eerste Oranjes per spoor. Sinds die tijd zijn verschillende rijtuigen voor hen gebouwd. Het laatste Nederlands koninklijk rijtuig (SR-10) is een verbouwd rijtuig ICR-4. Het werd vooral gebruikt voor officiële bezoeken in het land en voor reizen naar buitenlandse wintersportbestemmingen.
Op 15 juni 2023 maakte de NS bekend dat de koninklijke trein 'met pensioen' ging. Na het staatsbezoek aan België van 20 t/m 22 juni 2023 wordt het aangeboden aan het Spoorwegmuseum. De koninklijke familie zal in de toekomst gebruik maken van reguliere treinen. Op 12 juli 2024 werd het rijtuig opgenomen in de collectie van het Spoorwegmuseum.